# Peter Pilz
Peter Pilz (ur. 22 stycznia 1954 w Kapfenbergu) – austriacki polityk i publicysta, poseł do Rady Narodowej, od 1992 do 1994 lider Zielonej Alternatywy.

## Życiorys
Ukończył Volksschule w Kapfenbergu i Realgymnasium w Bruck an der Mur. Studiował nauki społeczne i ekonomiczne na Uniwersytecie Wiedeńskim, kończąc studia w 1979. Pracował jako dziennikarz i socjolog. Jest autorem publikacji książkowych, m.in. Land über Bord (1990), Eskorte nach Teheran. Der österreichische Rechtsstaat und die Kurdenmorde (1997), Das Kartell (1999), Die Vierte Republik (2000), Die Republik der Kavaliere (2006).
Podczas studiów należał do trockistowskiej organizacji Gruppe Revolutionäre Marxisten. Później był jednym z założycieli austriackich Zielonych. W latach 1992–1994 pełnił funkcję rzecznika federalnego tego ugrupowania, pierwszego po ustanowieniu tej funkcji. W latach 1986–1991 sprawował mandat posła do Rady Narodowej. Następnie przez osiem lat zasiadał w landtagu i radzie miejskiej Wiednia, do 1997 przewodnicząc frakcji swojego ugrupowania. W 1999 ponownie wybrany do niższej izby austriackiego federalnego parlamentu, reelekcję uzyskiwał w wyborach w 2002, 2006, 2008 i 2013.
W lipcu 2017 odszedł z Zielonych i ich klubu poselskiego. Powołał następnie własny komitet wyborczy pod nazwą Lista Petera Pilza celem startu w wyborach parlamentarnych. Jego nowe ugrupowanie przekroczyło próg wyborczy, a Peter Pilz utrzymał mandat deputowanego na kolejną kadencję Rady Narodowej. Zrezygnował jednak z jego objęcia po wysunięciu wobec niego przez działaczkę Zielonych zarzutów o molestowanie seksualne, którym jednocześnie zaprzeczył. W 2018, po wstrzymaniu prowadzonego wobec niego postępowania karnego, polityk zdecydował się powrócić do parlamentu